# Vindelälvsdraget
Vindelälvsdraget är en 40 mil lång draghundstävlingsstafett från Ammarnäs till Vännäsby, där Vindelälven flyter samman med Umeälven. Tävlingen går genom fyra kommuner i Västerbottens län; Sorsele, Lycksele, Vindeln och Vännäs.
Vindelälvsdraget startade 1988 med Umeå Brukshundklubb som tävlingsarrangör. Vindelälvsdraget använder Vindelälvsleden som tävlingsarena, en 40 mils led som består av en sommardel och en vinterdel. Drift och underhåll av vinterleden handhas av 17 skoterklubbar och föreningar som sköter utsättning av stakkäppar (9000 st) samt sladdar leden. 